# 北海道道1171号上川層雲峡インター線
北海道道1171号上川層雲峡インター線（ほっかいどうどう1171ごう かみかわそううんきょうインターせん）は、北海道上川郡上川町内を結ぶ一般道道（北海道道）である。

## 概要

### 路線データ
- 起点 : 北海道上川郡上川町菊水（北海道道849号日東東雲線交点）
- 終点 : 北海道上川郡上川町菊水（旭川紋別自動車道 上川層雲峡IC）
- 路線延長 : 0.2 km（総延長）

## 歴史
- 2005年（平成17年）11月30日 - 路線認定[1]。
- 2006年（平成18年）11月19日 - 開通。

## 地理

### 通過する自治体
- 上川総合振興局
  - 上川郡上川町

### 交差する道路
上川町
- 北海道道849号日東東雲線 - 菊水（起点）
- E39 旭川紋別自動車道 上川層雲峡IC - 菊水（終点）